# Franciscanerkerk (Üblingen)
De Franciscanerkerk van de Onbevlekte Ontvangenis (Duits: Franziskanerkirche zur unbefleckten Empfängnis) is een voormalige kloosterkerk van de franciscanen in Überlingen (Baden-Württemberg). De van oorsprong gotische en later gebarokkiseerde kerk heeft net als andere franciscaner kerken geen toren, maar een kleine dakruiter. Het kerkgebouw is gelegen tussen de Spitalgasse en de Franziskanerstraße naast de Franziscanertor in de historische binnenstad. De kerk is na de Sint-Nicolaaskerk de grootste kerk van de stad

## Geschiedenis

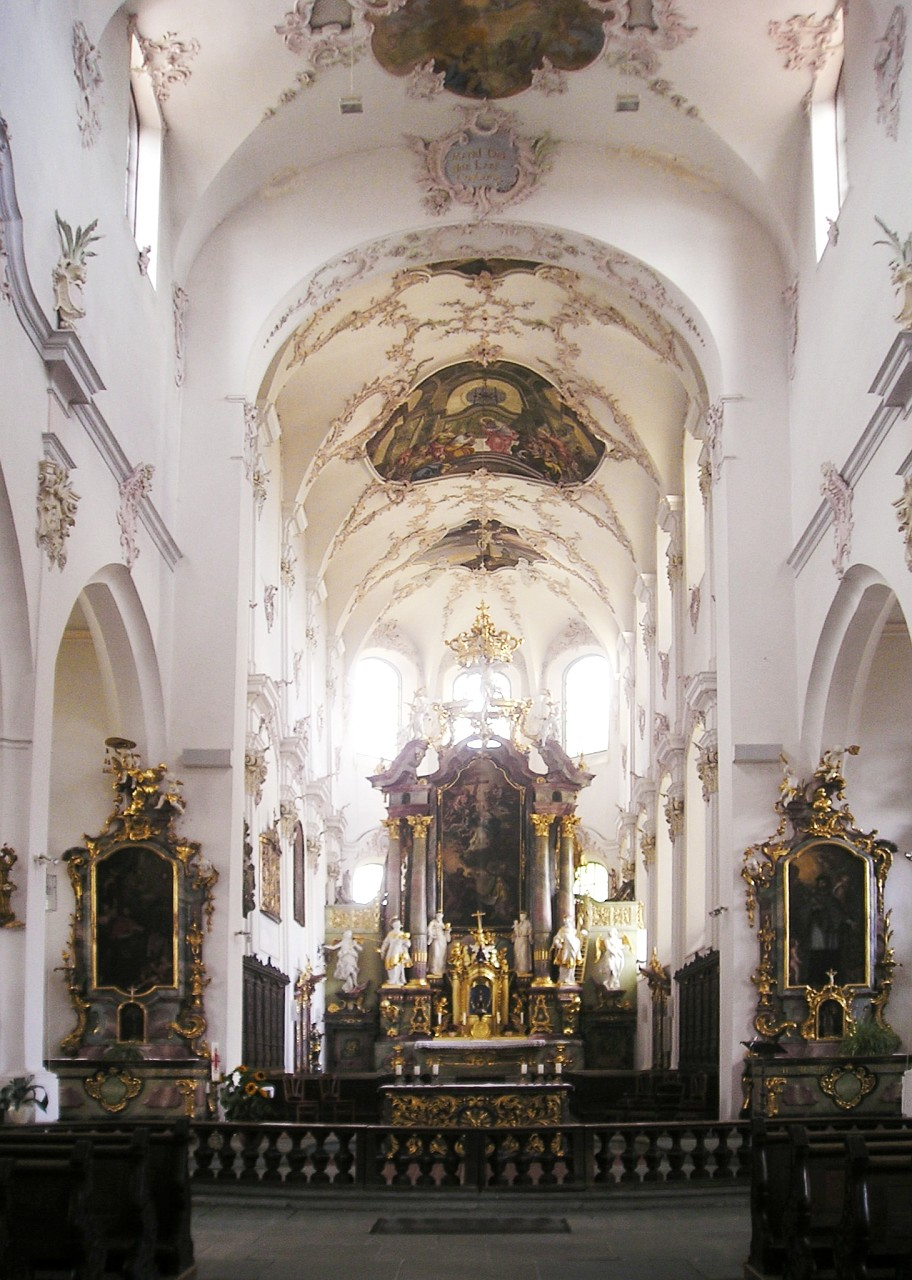
Interieur

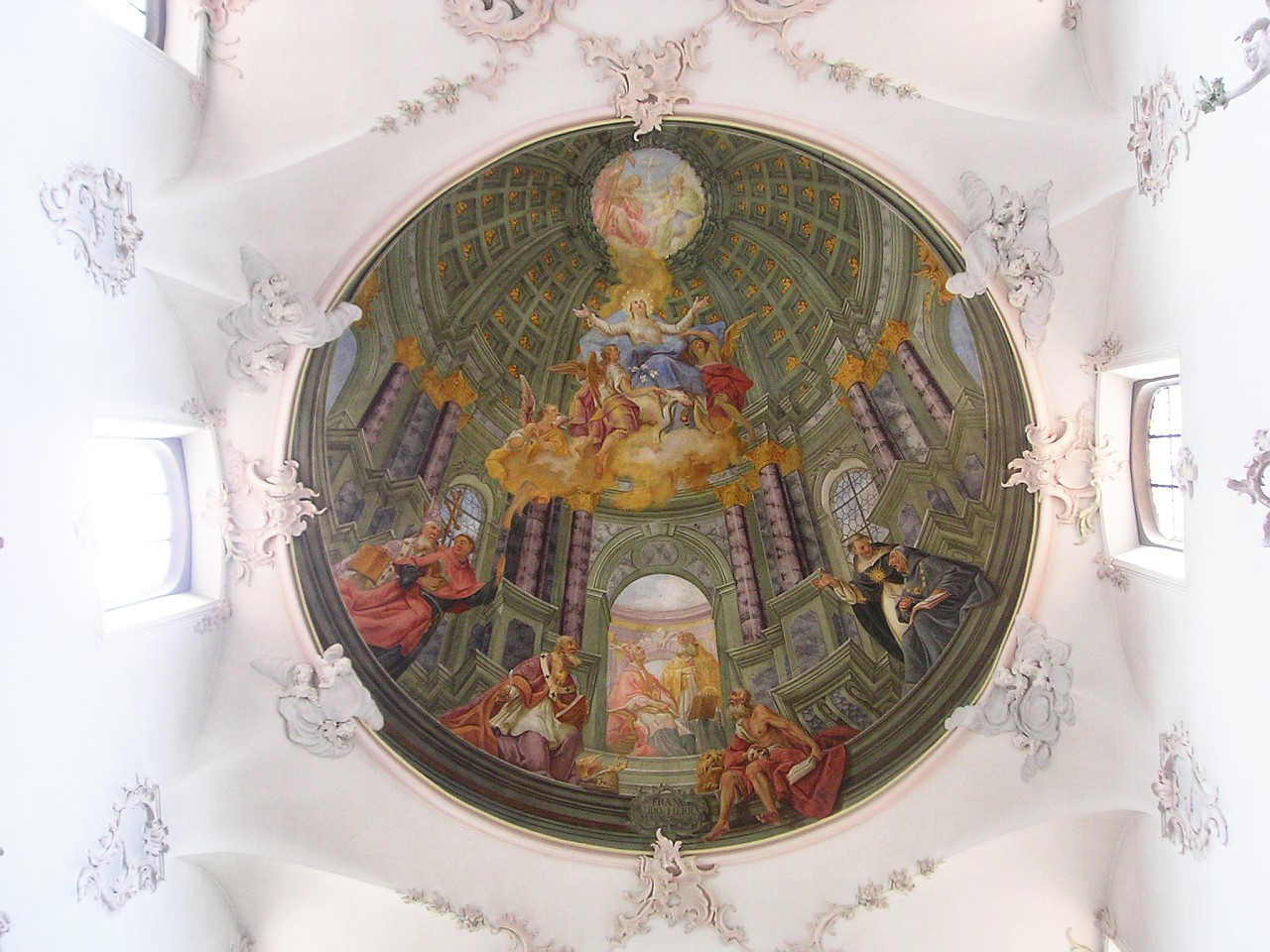
Schijnkoepel

De sinds 1259 aanwezige franciscanen in Überlingen bezaten aanvankelijk hun vestiging op de locatie van het huidige stedelijke kerkhof buiten de stadsmuur. Een schenking in 1300 maakte de bouw van een nieuw klooster aan de noordelijke binnenmuur mogelijk. Acht jaar later volgde nog een schenking voor de bouw van een kerk. In 1348 werd de drieschepige basiliek door de bisschop van Konstanz ingewijd. Een vergroting van de kerk volgde later en in de jaren 1519-1520 werd het koor verbouwd.
Na renovatie en nieuwbouw van de kloostergebouwen volgde in de jaren 1700-1712 de barokkisering van de hooggotische kerk. Het kerkschip kreeg een nieuw dakgewelf en werd in 1753 door de Konstanzer hofschilder Franz Ludwig Herrmann beschilderd. Vanaf 1754 werd het koor verbouwd en iets groter gemaakt, waarbij de hoge gotische vensters het maaswerk verloren en in kleinere vensters werden opgedeeld. Het koor kreeg een nieuwe beschildering van de franciscaner broeder Sebastian Schilling uit Villingen. De gehele verbouwing van het gotische naar het barokke koor werd in het midden van de jaren 1760 afgesloten.
Het klooster werd in 1808 geseculariseerd, echter tot 1820 nog door Überlinger capucijnen bewoond. Daarna wisselde het klooster regelmatig van eigenaar tussen de staat en de stad. De voormalige kloostergebouwen dienden in de tijd daarna onder meer als school, kazerne, kantongerecht en gevangenis. In 1855 verwierf het Heilige Geestspitaal het klooster om er zieken te verplegen. Na de bouw van een nieuw ziekenhuis werden de gebouwen in de jaren 1880 ingericht voor een nog altijd bestaande verpleeginrichting voor ouderen. De kerk zelf behoort tot de stad en wordt naast de eredienst tevens gebruikt voor het uitvoeren van concerten.

## Inrichting
Van de inrichting van de gotische kerk is niet veel bekend. Het in 1519-1520 gebouwde hoogaltaar staat tegenwoordig in het stedelijk museum. In de kerk bleven een beeld van Johannes de Doper (eerste helft van de 14e eeuw) en een groot kruisbeeld (gedateerd op 1340-1350) bewaard.

#### Altaren
Sinds de verbouwing in de 18e eeuw staan er in de kerk zeven altaren.
Het hoofdaltaar (van 1754 en 1759) wordt door vier zuilen omgeven en toont op het schilderij de onbevlekte Maagd Maria die, staande op een wereldbol, met haar voet op de kop van een slang trapt. Boven Maria is de heilige Drie-eenheid te zien, voor de wereldbol Adam en Eva, en aan de voet de ouders van Maria, Joachim en Anna. Aan de rand van het schilderij knielt de franciscaner theoloog Johannes Duns Scotus. Het hoofdaltaar stamt van de sierstucwerker en beeldhouwer Joseph Anton Feuchtmayer (in samenwerking met Franz Anton Dirr) en de schilder Gottfried Bernhard Göz. Beide kunstenaars waren enkele jaren eerder tevens werkzaam in de Bedevaartskerk van Birnau.
Links van de koorboog staat het Bonaventura-altaar, rechts het Johannes van Nepomuk-altaar (beide van 1763). 
De aan Franciscus en Antonius van Padua (1764) gewijde altaren staan vooraan in de beide zijschepen.
Het Sebastiaan-altaar aan de muur van het noordelijke zijschip werd in 1766 geschonken door de Sebastiaanbroederschap. Tegenover het Sebastiaan-altaar staat het Bakkers-altaar (1763), een schenking van het plaatselijke bakkersgilde.
Alle zijaltaren alsook de kansel uit 1761 stammen van de beeldhouwer Franz Anton Dirr.

#### Orgel
Van het oorspronkelijke orgel van de plaatselijke orgelbouwer Johann Georg Aichgasser uit 1755 bleef alleen de kas bewaard. Het huidige orgel werd in 1958 door Xaver Mönch gebouwd.

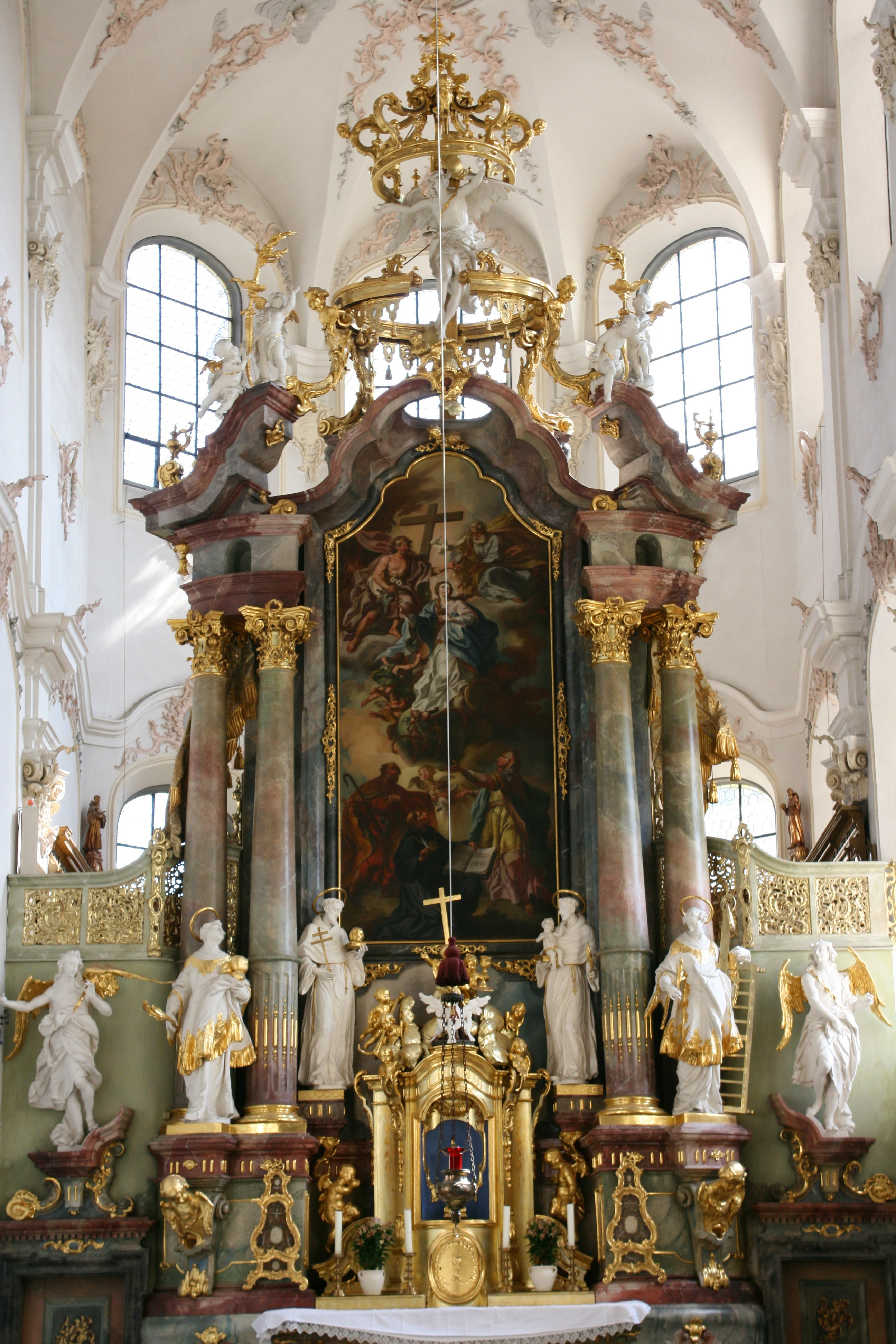
Hoogaltaar
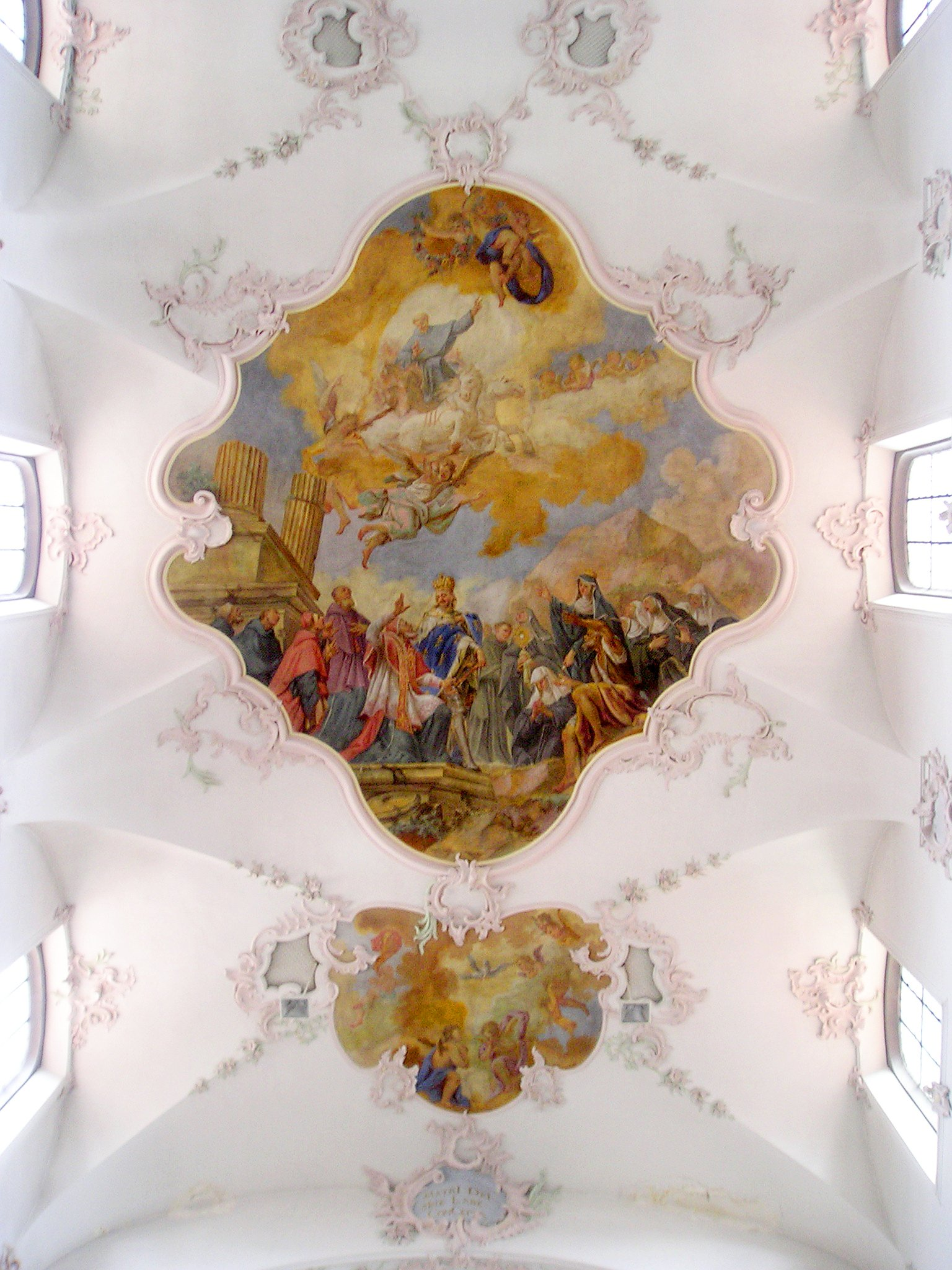
Fresco kerkschip
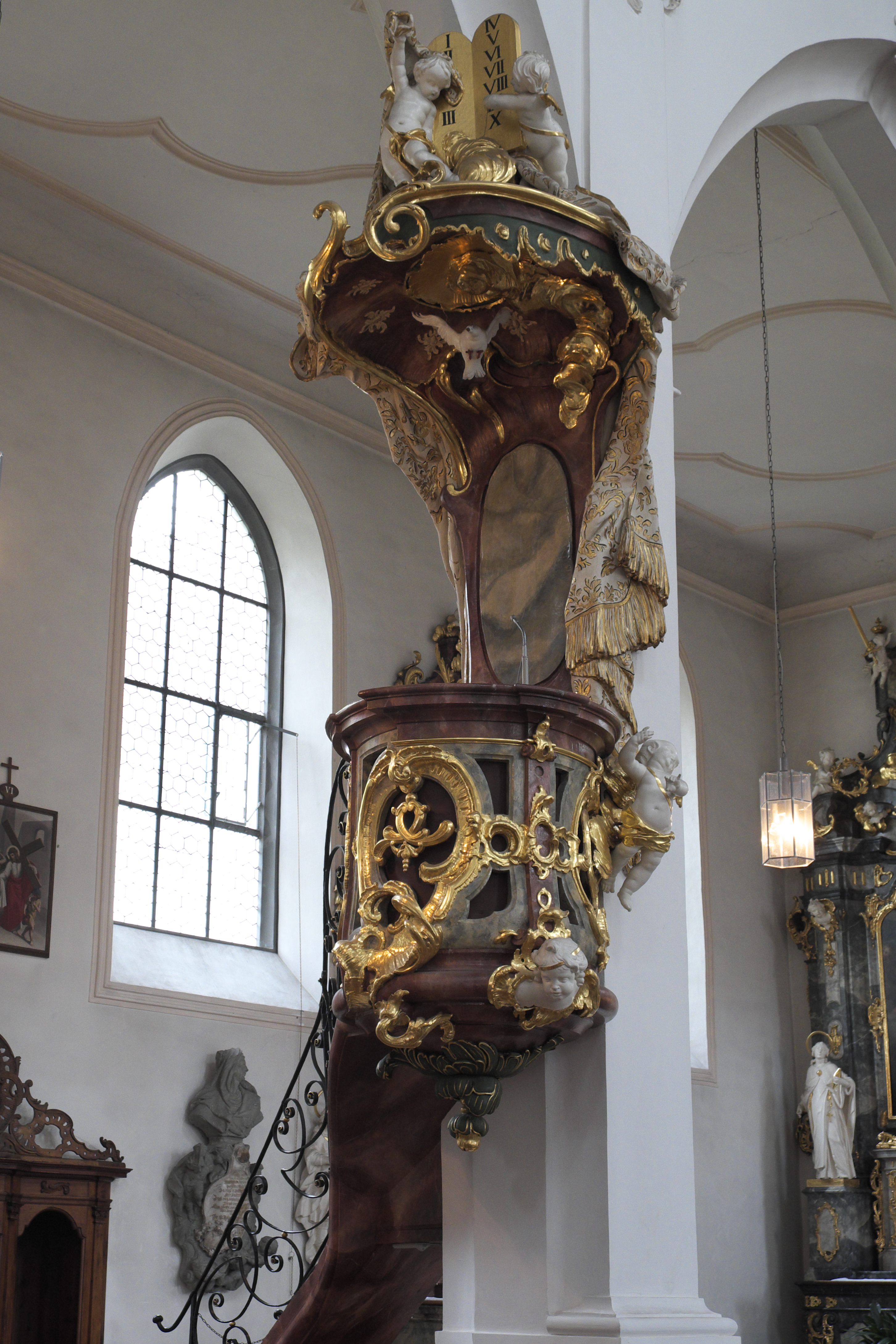
Kansel
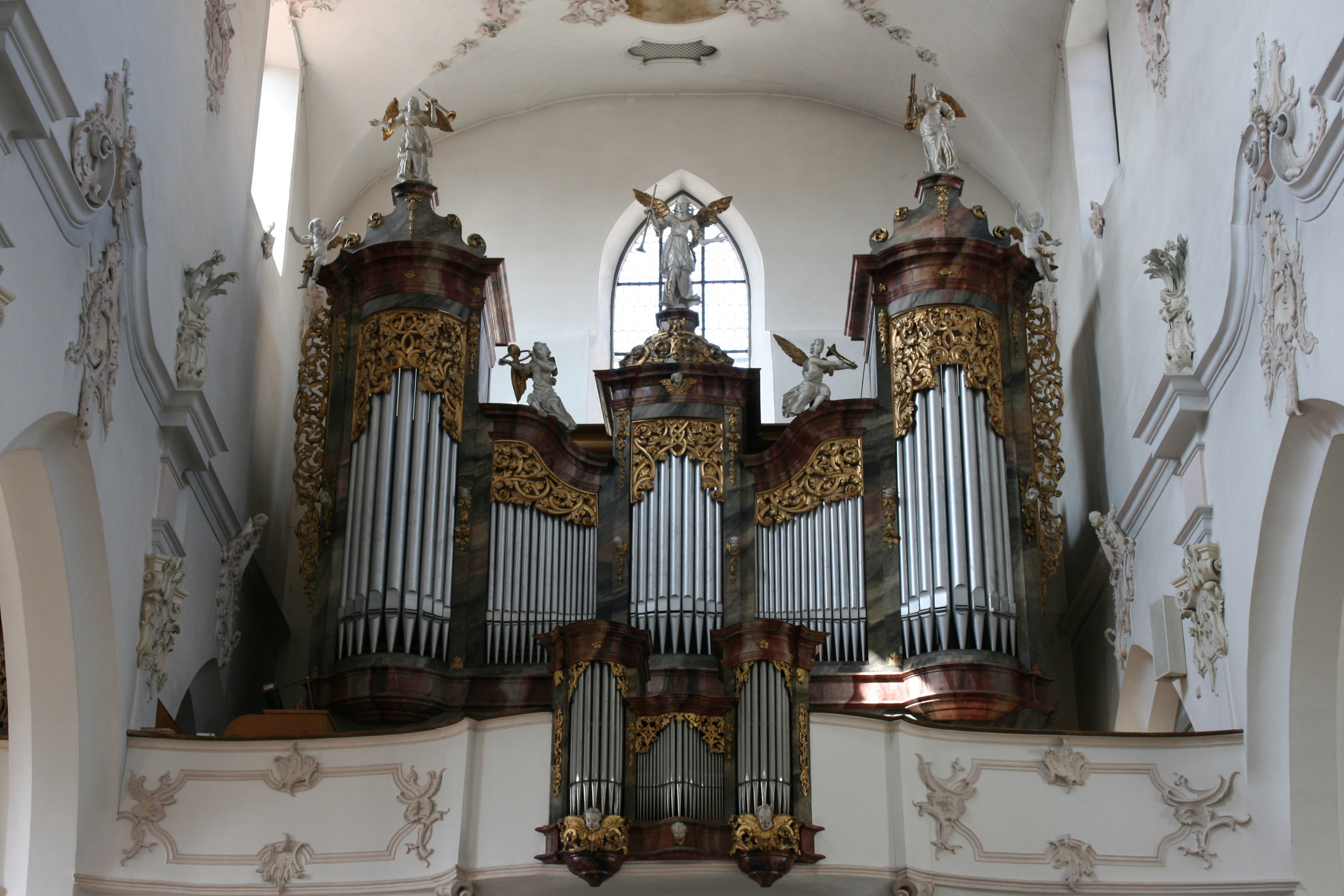
Orgel